# Elizabeth Timothy

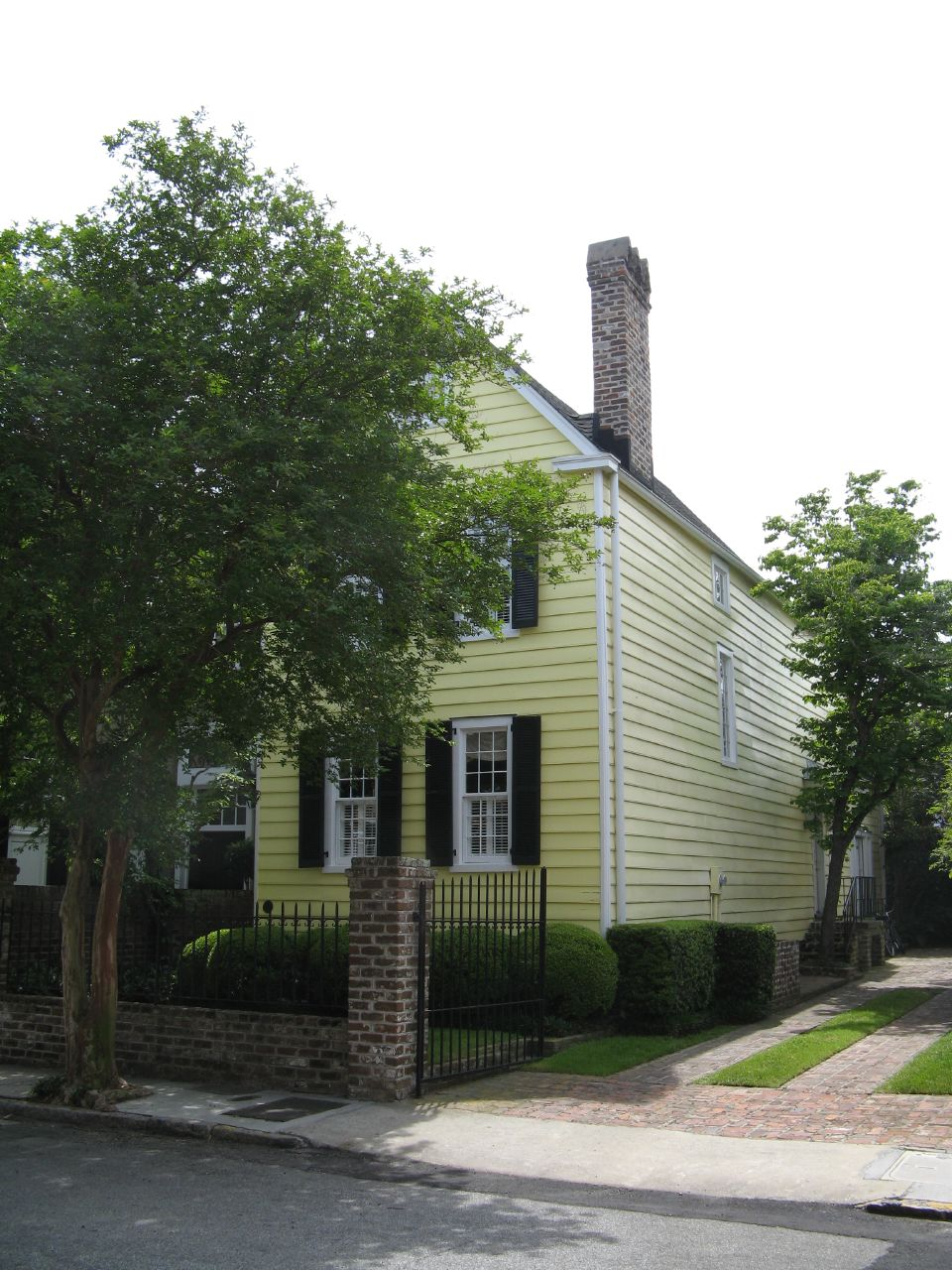
De drukkerij van Timothy aan 97 King Street in Charleston (South Carolina)

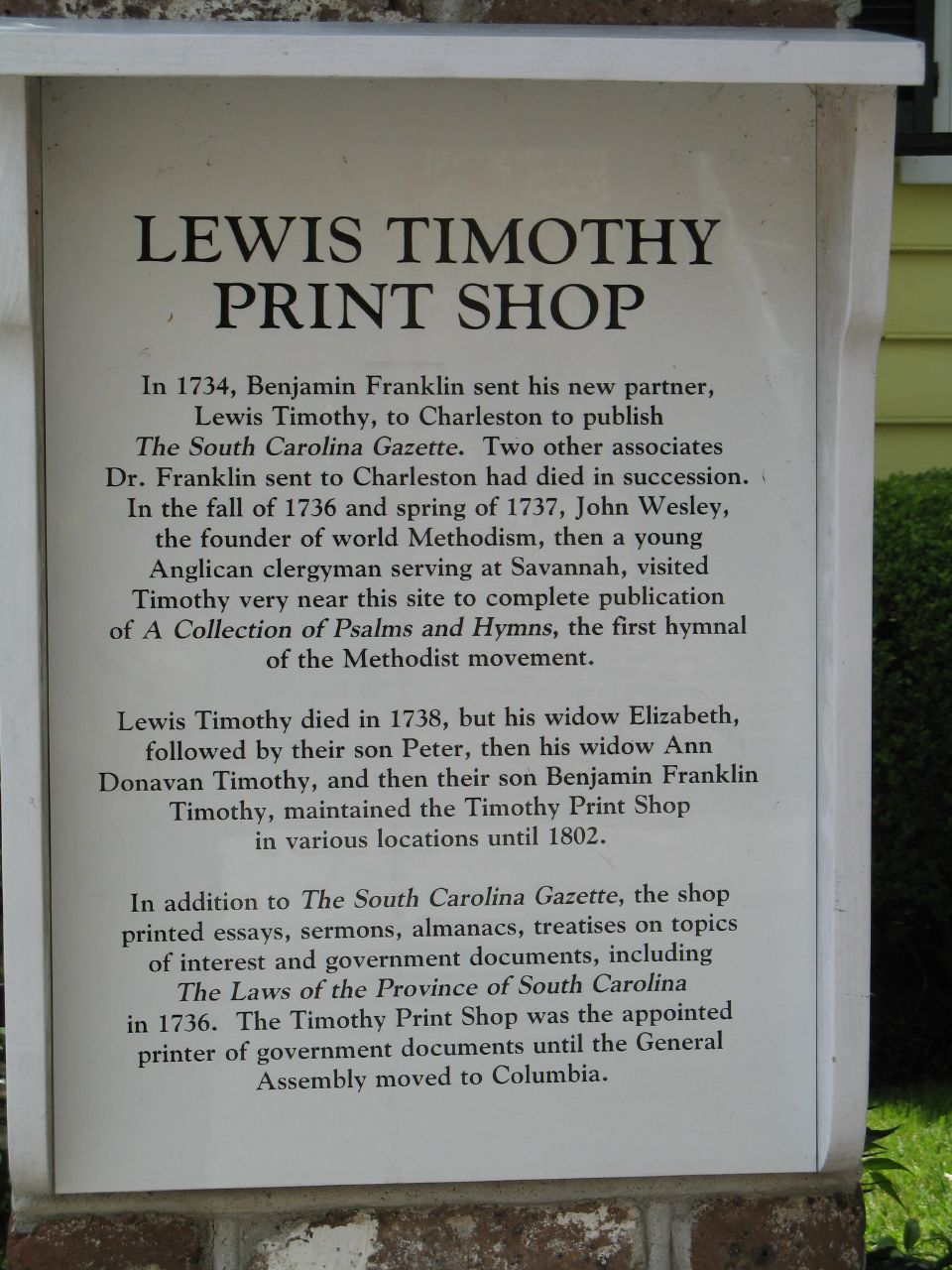
Informatiebord bij de drukkerij van Timothy

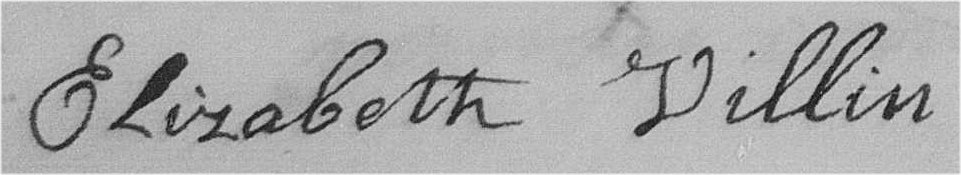
Handtekening van Timothy op haar huwelijkscontract in 1724

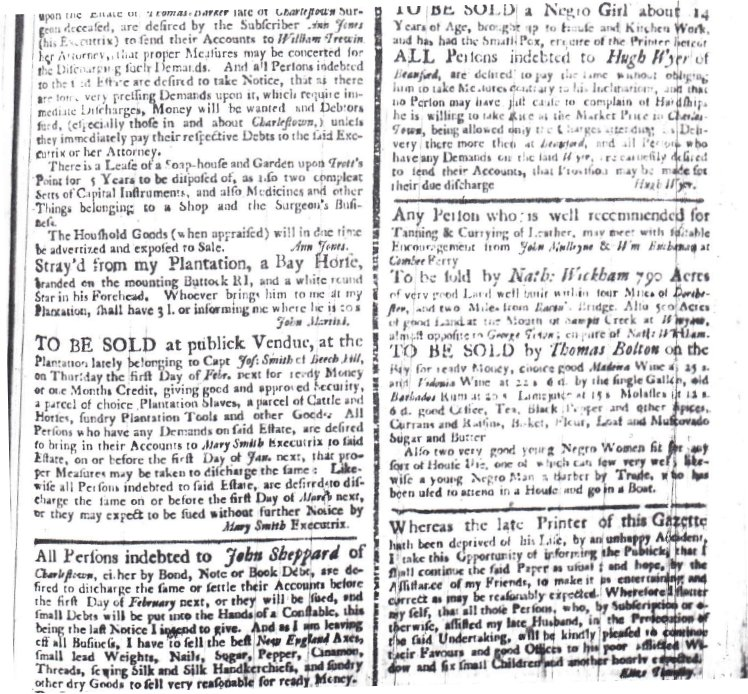
Pagina van de South Carolina Gazette op 4 januari 1739 waarin Elizabeth Timothy aankondigt (rechtsonder) dat haar man overleden is en zij de zaak overneemt

Elizabeth Timothy (Amsterdam, 30 juni 1702 – Charleston (South Carolina), april 1757) was een drukker, uitgever en journalist in de Amerikaanse kolonie South Carolina. Timothy was de eerste Amerikaanse vrouwelijke journalist en de eerste Amerikaanse vrouw die een franchise hield. Ze was een zakenpartner van Benjamin Franklin.
Timothy werd in 1973 opgenomen in de South Carolina Press Association Hall of Fame en in 2000 in de South Carolina Business Hall of Fame. Een plaquette bevestigd aan de gevel van de Vendue Inn in Charleston in 1981 beschrijft de rol die ze speelde in Charleston.

## Biografie

### Jonge jaren
Timothy werd geboren in Amsterdam in 1702 als Elizabeth Villin (ook geschreven als Elisabet Vilain), dochter van Claude Vilain en Elizabet Graciot, hugenoten die vanuit Frankrijk naar Nederland waren gevlucht. Ze werd op 6 juli van dat jaar gedoopt, waarschijnlijk in de Waalse Kerk. Ze ging naar school in Amsterdam, en leerde onder meer boekhouden. In 1724 huwde ze met Louis Timothée (later verengelst tot Lewis Timothy), die net als zij in Nederland geboren was van hugenotenouders. Volgens haar huwelijksdocument was ze 22 jaar oud in juli 1724.
Samen met een aantal andere Franse hugenoten vertrok het paar en hun vier kinderen, in leeftijd variërend van 1 tot 6 jaar oud, in 1731 vanuit Rotterdam naar Philadelphia aan boord van de Britannia of London.
Timothy's echtgenoot Lewis sloot op 26 november 1743 een franchisecontract met Benjamin Franklin om de wekelijkse krant South Carolina Gazette uit te geven. De oorspronkelijke uitgever was kort daarvoor gestorven aan gele koorts. Lewis vertrok naar Charles Town (Charleston) in South Carolina in de tweede helft van 1733 en begon op 2 februari 1734 de krant uit te geven. Elizabeth volgde hem naar Charleston in de lente van 1734 samen met hun kinderen, inmiddels zes.

### Uitgever
Lewis kwam op 30 december 1738 om in een (niet nader genoemd) ongeluk. Elizabeth besloot het contract met Franklin als erfgenaam van haar man over te nemen en ermee verder te gaan en werd zijn leerling en partner. Formeel nam Timothy's oudste zoon Peter, die destijds 14 jaar oud was, het contract over. De krant vermeldde Peter Timothy als de drukker (Printed by Peter Timothy), maar in de praktijk werd de krant uitgegeven door zijn moeder. In de editie van 4 januari 1739 kondigde ze aan dat zij de krant vanaf dat moment zou uitgeven. Ze was de eerste vrouwelijke redacteur en uitgever van een Amerikaanse krant.
Timothy meldde niet alleen plaatselijk nieuws, maar berichtte ook over nieuws uit andere koloniale steden als Boston, Newport (Rhode Island) en Philadelphia. Ze drukte zelfs nieuws uit het buitenland, bijvoorbeeld uit Londen, Parijs en Constantinopel. Een belangrijk onderdeel van de krant, waar veel lezers naar uitkeken, waren de advertenties. Vaak werd een hele pagina van de vier pagina's tellende krant hieraan gewijd.
Timothy's belangrijkste nieuws was de stadsbrand van Charleston op 18 november 1740. Twee dagen later berichtte ze dat de brand een groot deel van de stad had verwoest, waaronder belangrijke commerciële gebouwen en de handelswaar dat daar opgeslagen lag, ter waarde van 200.000 pond. Ze rapporteerde dat twee derde van de stad verwoest was, waaronder 300 huizen.
Benjamin Franklin roemde Timothy, die volgens hem een veel betere ondernemer en boekhouder was dan haar man. Hij schreef in zijn Autobiography dat ze de zaak zo goed beheerde dat ze niet alleen haar grote gezin kon onderhouden, maar ook na het aflopen van het contract genoeg geld had verdiend om de drukkerij van hem over te nemen. Volgens de geschiedschrijver Isaiah Thomas was haar uitstekende zakeninstinct het resultaat van het goede onderwijs dat ze in Nederland had genoten.
Timothy's nam ook van haar man de functie over van officiële drukker van de kolonie South Carolina. Ze drukte de verhandelingen van het koloniale parlement en de wetten die door het parlement werden aangenomen. Ook drukte ze preken en andere religieuze documenten, waaronder werk van George Whitefield, en gaf ze in de periode 1739 tot 1745 zo'n 20 historische boeken en pamfletten uit. Ze drukte artikelen van Eliza Lucas over het gebruik van Indigofera tinctoria voor de productie van de kleurstof indigo. Ook drukte ze verhandelingen over de zware behandeling van slaven in de kolonie South Carolina. Op alle documenten stond Printed by Peter Timothy, hoewel zij in werkelijkheid de leiding had.
Timothy was ook verantwoordelijk voor het bezorgen van alle post van Charleston, waaronder brieven, pakketten en kranten.
Een aantal van Timothy's artikelen werd overgenomen en opnieuw uitgegeven door Benjamin Franklin en door het Engelse tijdschrift The Gentleman's Magazine.

### Boekhandelaar
Toen haar zoon Peter in 1746 de uitgeverij overnam, opende Timothy een boekhandel in het pand naast de uitgeverij aan King Street. Ze verkocht niet alleen boeken maar ook schrijfmaterialen als inkt en veerpennen. Daarnaast verkocht ze talg, bier en bloem. Na een jaar besloot ze Charleston te verlaten. Ze plaatste een advertentie in de Gazette waarin ze opriep om resterende schulden aan haar te betalen. Het is niet duidelijk waar ze naartoe ging.

### Dood
Timothy keerde terug naar Charleston in in 1756. Ze schreef haar testament op 2 april 1757 en stierf een maand later. In haar testament liet ze onder meer een huis aan King Street en twee slaven na aan een van haar dochters, de weduwe Mary Elizabeth Bourquin. Haar getrouwde dochters Catherine Trezevant en Louisa Richards kregen de rest, waaronder een huis en drie slaven.

### Privéleven
Timothy was lid van de Charleston Library Society, een van de oudste bibliotheken van de Verenigde Staten. Haar zoon was een van de initiatiefnemers achter de in 1748 gevestigde bibliotheek. Zij en haar gezin waren ook lid van de Anglicaanse kerk St. Philip's Church.
Timothy kreeg in totaal zes kinderen. Ze werd zwanger van een zevende in 1739, maar het kind stierf prematuur. Ze verloor in 1739 ook twee van haar zoons aan gele koorts. Haar overlevende kinderen waren haar zoon Peter, die met Ann Donovan huwde en drie dochters: Mary Elizabeth, die met Abraham Bowquin trouwde; Catherine, die met Theodore Trezevant trouwde; en Louisa, die met James Richards trouwde.